# Budova ministerstva dopravy v Praze

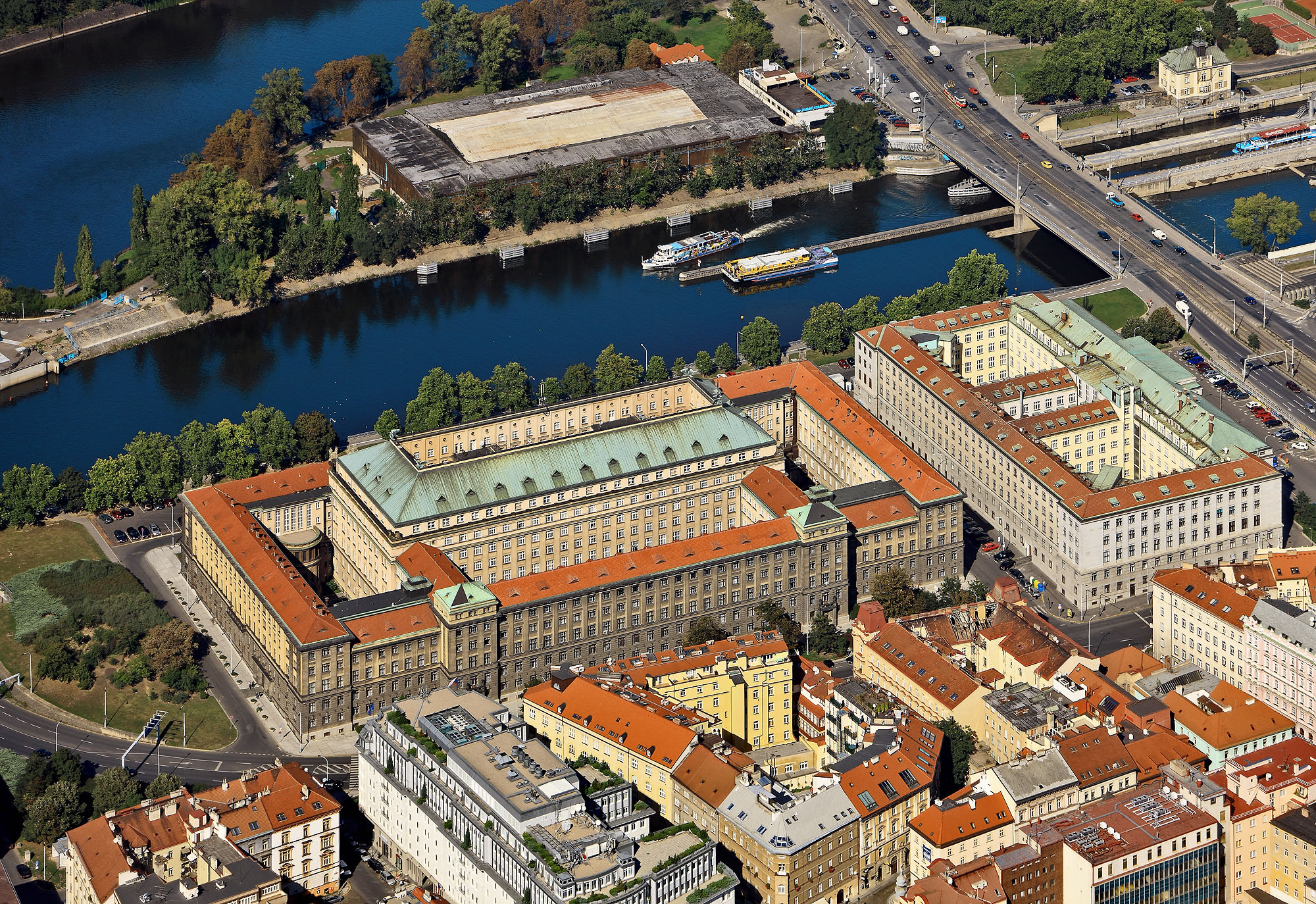
Letecký snímek

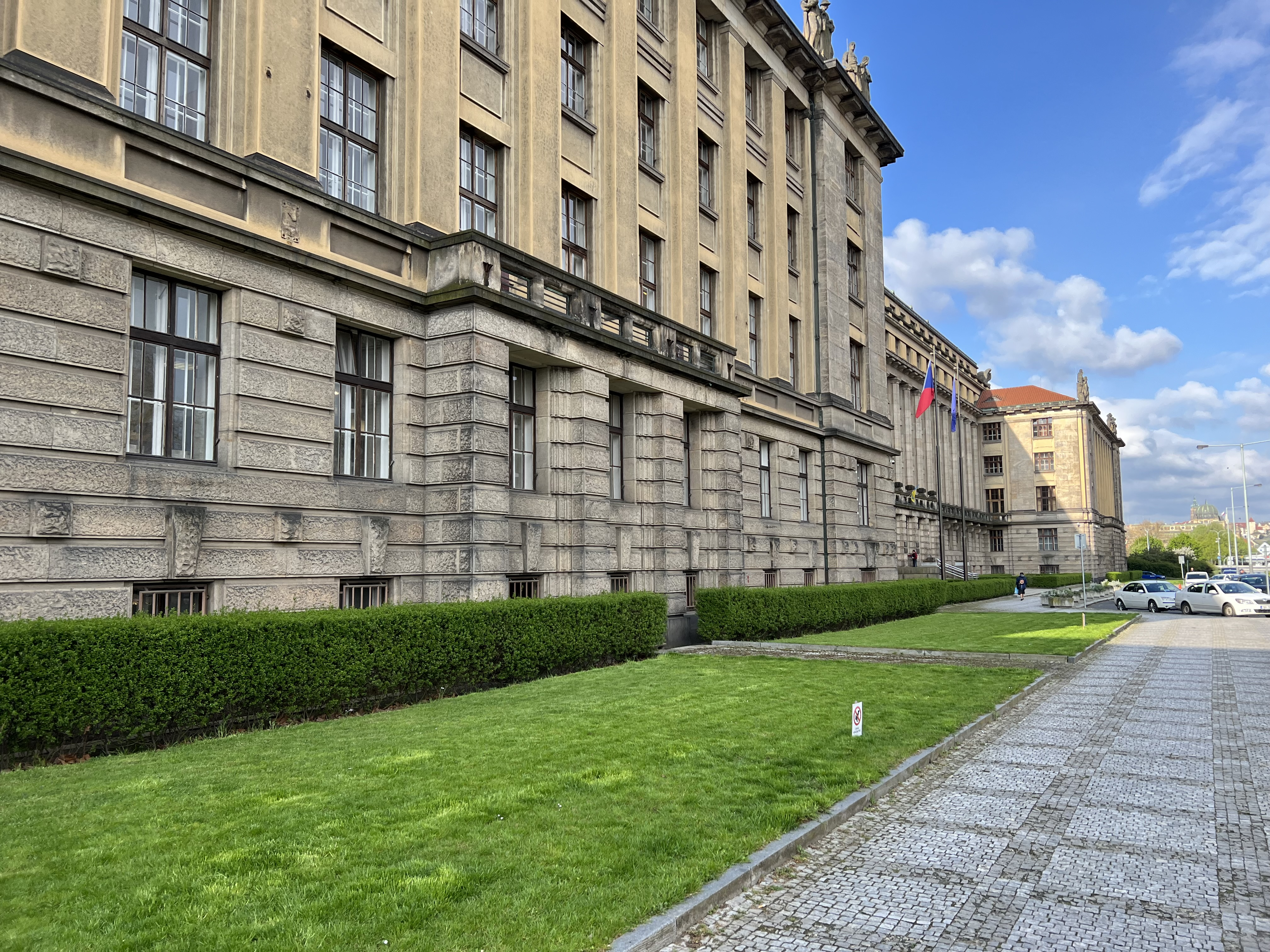
Budova ve směru od Vltavy

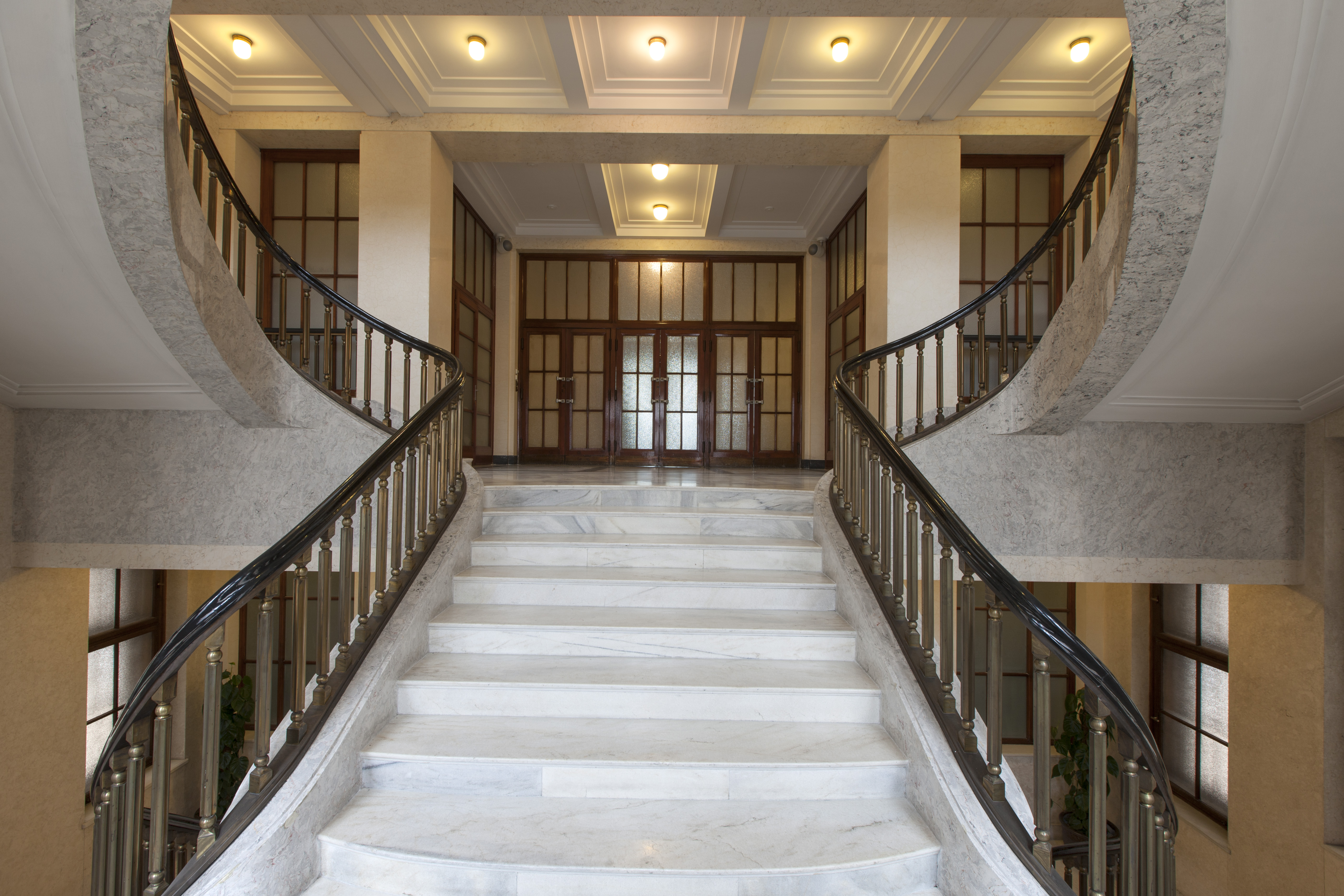
Schodiště

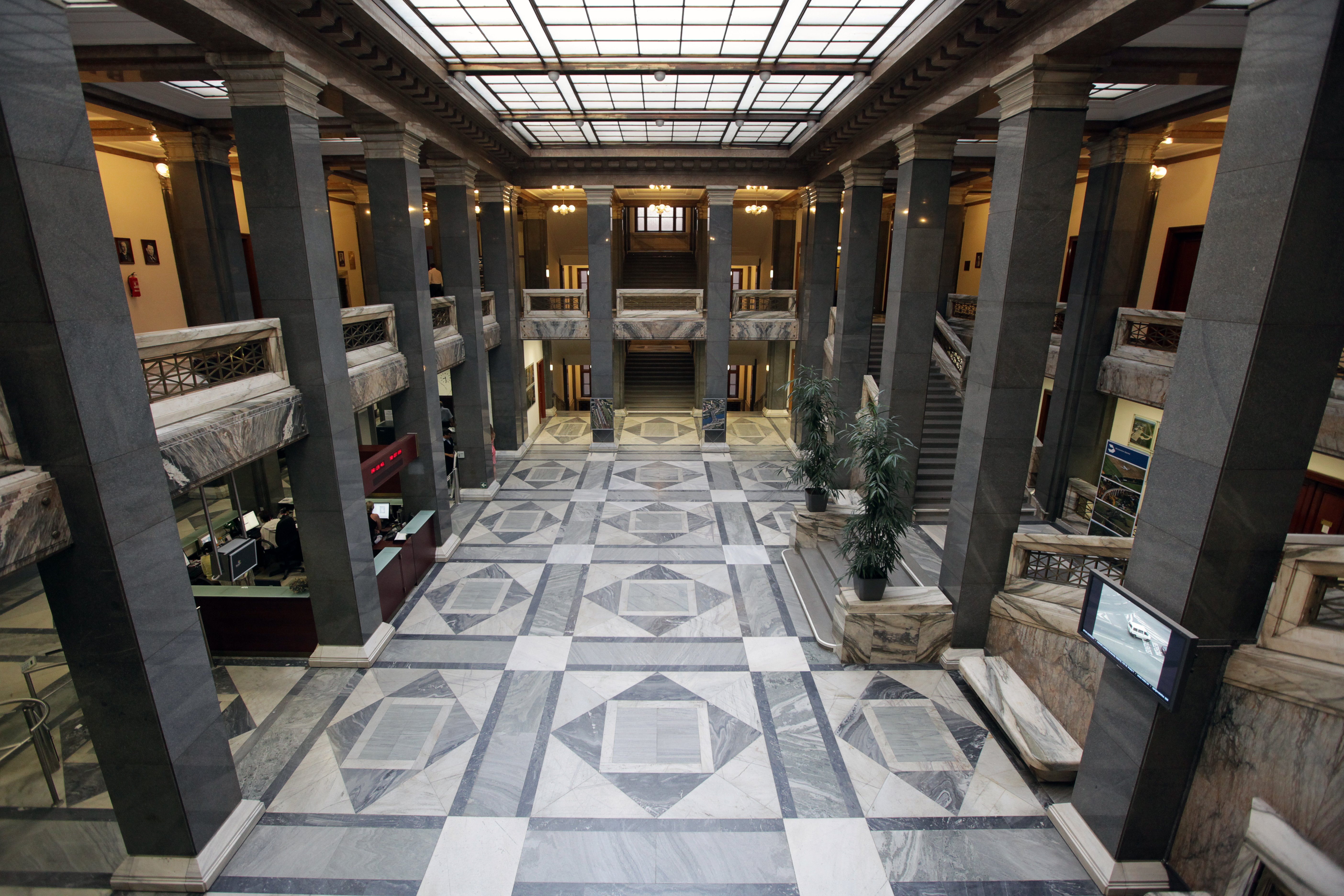
Foyer

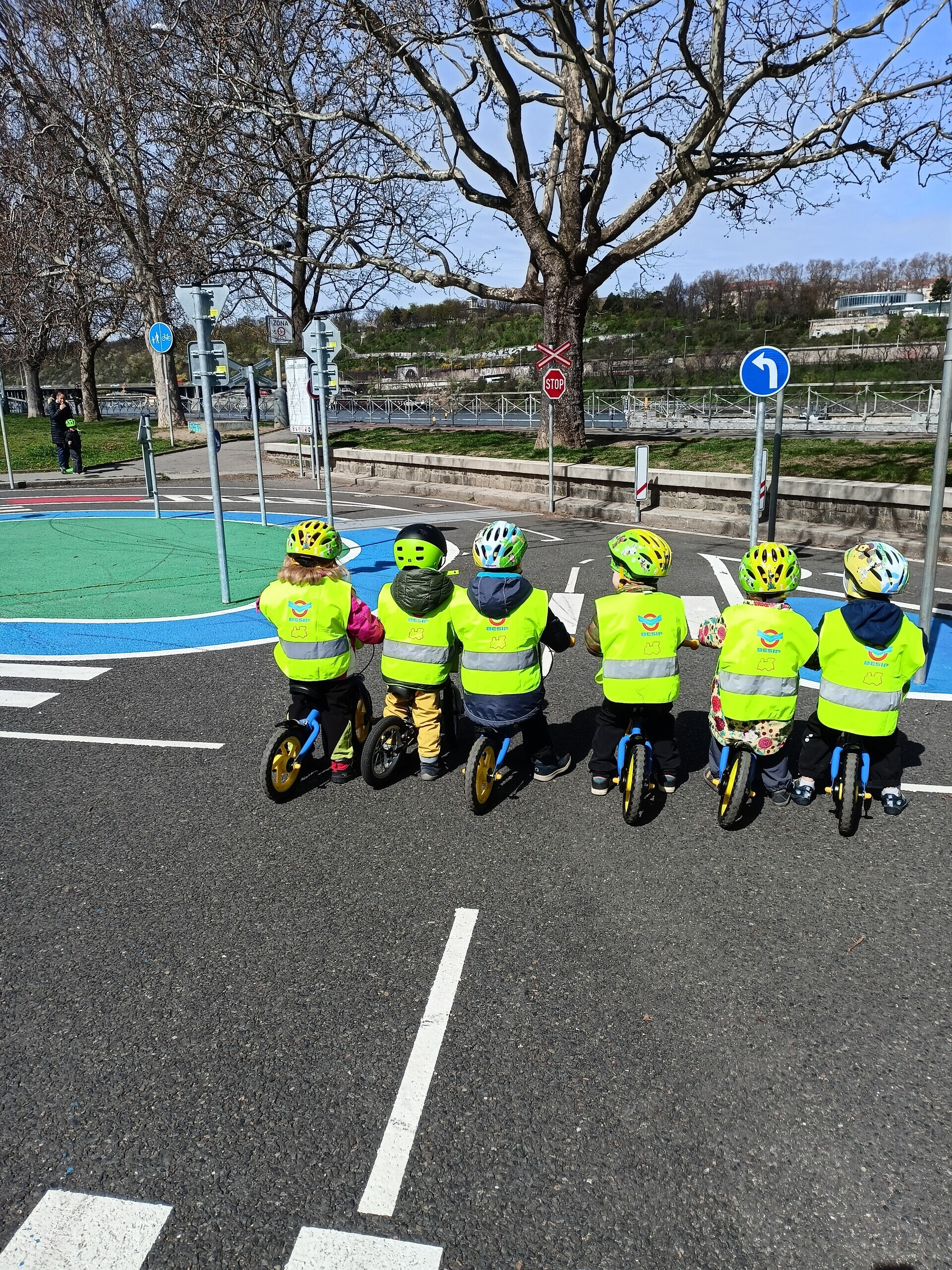
Dětské dopravní hřiště z roku 2023 před budovou

Budova ministerstva dopravy v Praze na adrese Praha 1-Nové Město, nábřeží Ludvíka Svobody 1222/12 byla původně postavena pro československé ministerstvo železnic. Tvoří samostatný blok o rozměrech zhruba 160×80 m (vedlejší adresy z ostatních stran jsou Stárkova 1222/3, Lodní mlýny 1222/2 a Klimentská 1222/27, kde je zadní služební vchod).
Budova je sídlem nejen ministerstva dopravy, ale i ředitelství společnosti České dráhy, dále zde sídlí Ředitelství vodních cest České republiky a další menší ministerstvu podřízené organizace.
Budova je od roku 1975 zapsána jako kulturní památka, pod rejstříkovým číslem 40920/1-1766.

## Historie
Před postavením budovy působilo ministerstvo železnic na sedmi adresách, nejvíce úředníků v Dlážděné ulici, mnoho také v budově ČSD v tehdejší Palackého, později Křižíkově ulici v Karlíně.
Budova byla postavena v letech 1927–1932 (dle Památkového katalogu 1922–1933) pro československé ministerstvo železnic v místech, kde původně protékalo jedno z vedlejších ramen Vltavy a vytvářelo zde několik ostrovů. Už od středověku tu stávaly mlýny, o nichž máme první zmínku z roku 1398. Soubor vodních mlýnů (mezi nejznámější patřily Helmovy mlýny) fungoval až do začátku 20. století, kdy byl postupně zbourán (do roku 1928) v souvislosti s regulací Vltavy. Rameno řeky bylo zasypáno a ostrovy spojeny s Petrským nábřežím. Místní mlynářskou historii a majitele mlýnů dnes připomínají jména ulic – Lodní mlýny, Novomlýnská, Holbova, Stárkova, Helmova, Mlynářská.
Po roce 1918 hledala vláda Československé republiky prostory pro úřady nového státu. V lednu 1920 proto rozhodla o zahájení stavby tří reprezentativních budov na nábřeží v Petrské čtvrti. Měla sloužit ministerstvům zemědělství, železnic a obchodu a průmyslu. Před postavením budovy působilo ministerstvo železnic na sedmi adresách, nejvíce úředníků sídlilo v Dlážděné ulici, mnoho také v budově ČSD v tehdejší Palackého, později Křižíkově ulici v Karlíně. Do provozu byla budova uvedena 1. července 1932.
Z veřejné architektonické soutěže na úřední budovu ministerstva železnic (dnes dopravy) vyšel vítězně návrh architekta Antonína Engela (1879-1958).
Hlavním dodavatelem byla Českomoravská stavební společnost. Stavební práce začaly v červenci 1927 zpevněním podloží (bývalého ramene Vltavy) betonovou deskou nesenou 4 532 betonovými a 397 dřevěnými piloty. V červnu 1932 se do novostavby nastěhovalo prvních zhruba 600 zaměstnanců. Šlo o jednu z největších staveb v Praze – měla 920 místností, 1 770 dveří a 2 470 oken a byla vybavena nejmodernějšími technologiemi, jako byla telefonní ústředna třidičového systému pro 650 účastníků od firmy Elektrotechna, potrubní pošta nebo výtahy páternoster (v rekonstruované podobě fungující do současnosti).
Sídlo ÚV KSČ
V roce 1960 rozhodla vládnoucí Komunistická strana Československa, že sem přestěhuje rozrůstající se aparát Ústředního výboru KSČ, který dosud (1945–1960) sídlil vedle Prašné brány Na Příkopě 33/969 (původně budova České eskomptní banky). Tato budova byla ale z bezpečnostního hlediska nevyhovující – byla v centru města a střechami propojená s okolními budovami (v roce 1956 státní bezpečnost dokonce odhalila plán odbojové skupiny Vladivoje Tomka na útok na budovu, a to právě po střechách okolních domů). Navíc aparát ÚV KSČ rostl a potřeboval větší sídlo. Z těchto důvodů padlo v roce 1960 rozhodnutí vyměnit sídla ÚV KSČ a ministerstva dopravy. Budova na petrském nábřeží se tak na tři desetiletí stala centrem politické moci v socialistickém státě.
Srpen 1968
V srpnu 1968 byla svědkem dramatických událostí při okupaci Československa armádami zemí Varšavské smlouvy. V noci z 20. na 21. srpna 1968 tu zasedal ÚV KSČ a připravoval zářijový sjezd strany. Zde se tedy vedení země dozvědělo o invazi „spřátelených“ armád zemí Varšavské smlouvy. Kolem jedné hodiny ranní pak vydalo Provolání Všemu lidu Československa, v němž vpád vojsk odmítlo. Po čtvrté hodině ráno sem dorazily sovětské speciální parašutistické jednotky a zatkly přítomné členy předsednictva včetně prvního tajemníka ÚV KSČ Alexandra Dubčeka, kterého následně spolu s několika dalšími funkcionáři převezly na ruzyňské letiště a odtud do Moskvy.  
Normalizace
V normalizačních 70. a 80. letech v budově současného ministerstva úřadoval jako generální tajemník ÚV KSČ Gustáv Husák. V prvním patře měl vedle své kanceláře (dnes kancelář ministra) služební byt. Uvádí se, že požadavek na klid v okolí bytu generálního tajemníka byl jedním z důvodů k vybudování Těšnovského tunelu v roce 1980, který svedl rušnou magistrálu před budovou ministerstva pod zem. Proto byl tunel lidově přezdíván Husákovo ticho.
ÚV KSČ budovu využívalo do roku 1990, kdy byla navrácena svému původnímu účelu. Dnes tady spolu s ministerstvem dopravy sídlí také generální ředitelství Českých drah.

## Popis
Monumentální neoklasicistní reprezentativní symetrická obdélníková budova má šestipatrový střed a třípatrová křídla. Hlavní průčelí se zdůrazněným vchodem je obráceno k nábřeží, dvě nárožní křídla po stranách od vchodu jsou předsunutá. Fasáda je členěna spíše vertikálně, především svislými pilíři mezi každým oknem, okna jsou malá, přísně čtvercová. Komplex se obtáčí kolem pěti ústředních dvorů a centrálního uzavřeného atria s hlavním vchodem. Hala, členěná svazkovými pilíři, je shora nepřímo osvětlena matně proskleným kazetovým stropem, uplatňuje kombinaci ušlechtilých materiálů šedého kamene, zlatavé mosazi a bílého mramoru. Původně měla budova 847 místností, 1770 dveří a 2470 oken. Telefonní ústřednu třidičového systému pro 650 účastníků dodala firma Elektrotechna. Postupné navyšování nákladů na okázalou stavbu vyvolalo v prvorepublikovém parlamentu několik interpelací, které vládu obviňovaly z mrhání veřejnými prostředky.
V budově jsou tři oběžné výtahy (páternostery) od Transporty Chrudim, původně jich bylo ještě více. Dva oběžné výtahy byly v ústřední části budovy u hlavního vchodu z nábřeží, jeden z nich však byl v 80. letech nahrazen obyčejným výtahem. Hlavní oběžný výtah byl vyroben roku 1982, má 7 stanic, od suterénu až po 5. patro, a 15 kabin. Další dva oběžné výtahy, vyrobené roku 1983, jsou situovány do Klimentské ulice. Jezdí mezi suterénem a třetím patrem (budova je pětipatrová), každý výtah má 12 kabinek.

## Použitý materiál
Na sokl ministerstva byla použita světlá požárská žula, tmavá slezská žula byla použita na leštěný obklad pilířů a pilastrů ve dvoraně. Hořický pískovec (z Raimanova lomu u Hořic) byl ve velkém rozsahu použit na kvádrový a deskový obklad všech průčelí mimo severního. Šestnáct soch na atice severního průčelí je zhotoveno z tvrdého boháňského pískovce z východního okraje Hořického hřbetu, z téhož materiálu je i kvádrový a deskový obklad severního průčelí a rizalitů a většina architektonických článků. Portály a hlavní římsa jsou z bělavého, tvrdého a rovněž křídového pískovce královédvorského. Na sokly v ministerstvu byl použit černý, bíle žilkovaný kosořský mramor. Zábradlí hlavního schodiště, ochoz, krby a lavice ve dvoraně a části dlažeb jsou z převážně bílého, hnědavě, zelenavě nebo růžově pruhovaného sněžníkovského mramoru z Velké Moravy. Z efektního černého lipovského mramoru jsou zárubně ve Slavnostní síni, sokly a části dlažeb. Na části dlažeb byl použit šedý lipovský mramor, bílý lipovský mramor pak na hlavice a patky pilířů ve dvoraně, obklady stupňů hlavního schodiště a části dlažeb. Na obklady dvorany a krbů byly použity dekorativní světle nebo tmavěji nahnědlé až narůžovělé odrůdy slovenského tuhárského mramoru.

## Výzdoba fasády
Atika rizalitů vrcholí čtyřmi alegorickými pískovcovými sochami Josefa Mařatky (Textilnictví, Obilnictví, Hutnictví, Hornictví), dvěma symbolickými sousošími od Josefa Pekárka a dvěma sousošími Ladislava Kofránka. Nároží jsou kryta čtyřmi mohutnými plastikami orlů, střední část střechy je v rozích završena čtyřmi okřídlenými koly.

## Podzemní kryt
Protiletecký kryt pod budovou byl urychleně vybudován těsně před 2. světovou válkou, v souvislosti se zhoršující se bezpečnostní situací. V původním projektu A. Engela podzemní kryt nebyl. Nachází se pod parčíkem napravo od budovy a vchází se do něj z druhého suterénu v jihozápadním cípu budovy. Skládá se z jedné ústřední a několika vedlejších místností, má strojovnu na výrobu elektřiny, vlastní studnu, samostatnou vzduchotechniku (jednoduchou klimatizaci) a nouzový východ do zmíněného parčíku. Po přesídlení ÚV KSČ do budovy ministerstva došlo ke zvětšení a modernizaci krytu. Kryt je stále veden v seznamu aktivních krytů na území Prahy.
Vzhledem k umístění pod terénem a blízkosti Vltavy byl kryt silně poškozen povodní v roce 2002. Následně byl opraven a zrestaurován. V současné době je možné ho navštívit při dnech otevřených dveří ministerstva dopravy. V náznakové expozici si návštěvníci mohou prohlédnout mobiliář a předměty z 2. poloviny 20. století, a to včetně originálního psacího stolu Gustáva Husáka.

## Příležitostné využití budovy
Neoklasicistní budova je stále atraktivní pro historické či historizující snímky. Objevila se například ve filmu Casino Royale z roku 2006, ale také ve filmu Hellboy, seriálu My děti ze stanice Zoo nebo v českých filmech a seriálech, jako je Bez vědomí, Bohéma, Dobrodružství kriminalistiky, České století nebo Případy 1. oddělení. Ve foyer ministerstva se natáčelo například pokračování filmu Bony a klid.
V říjnu 2013 se v budově konal první den otevřených dveří. Ministerstvo jej organizuje každoročně při příležitosti významných výročí v daném roce, zpravidla 28. října v Den vzniku samostatného Československa, 17. listopadu u příležitosti Dne boje za svobodu a demokracii či v letních měsících jako připomínku srpnové okupace vojsky Varšavské smlouvy.
V roce 2019 se ministerstvo zapojilo do pražského festivalu světla a digitální kultury Signal festival. Své dílo s názvem Ghost in the Machine zde vystavila umělkyně Klára Horáčková.
V roce 2023 nechalo ministerstvo vystavět před svou budovou dětské dopravní hřiště, které je veřejnosti volně přístupné.